# Casa de Gobierno de Corrientes
La Casa de Gobierno de Corrientes es la sede del Poder Ejecutivo de la Provincia de Corrientes y donde está el despacho del Gobernador; está ubicada en la intersección de las calles Salta y 25 de Mayo, del Barrio Deportes, frente a la Plaza 25 de Mayo, en la ciudad de Corrientes, Argentina.

## Historia

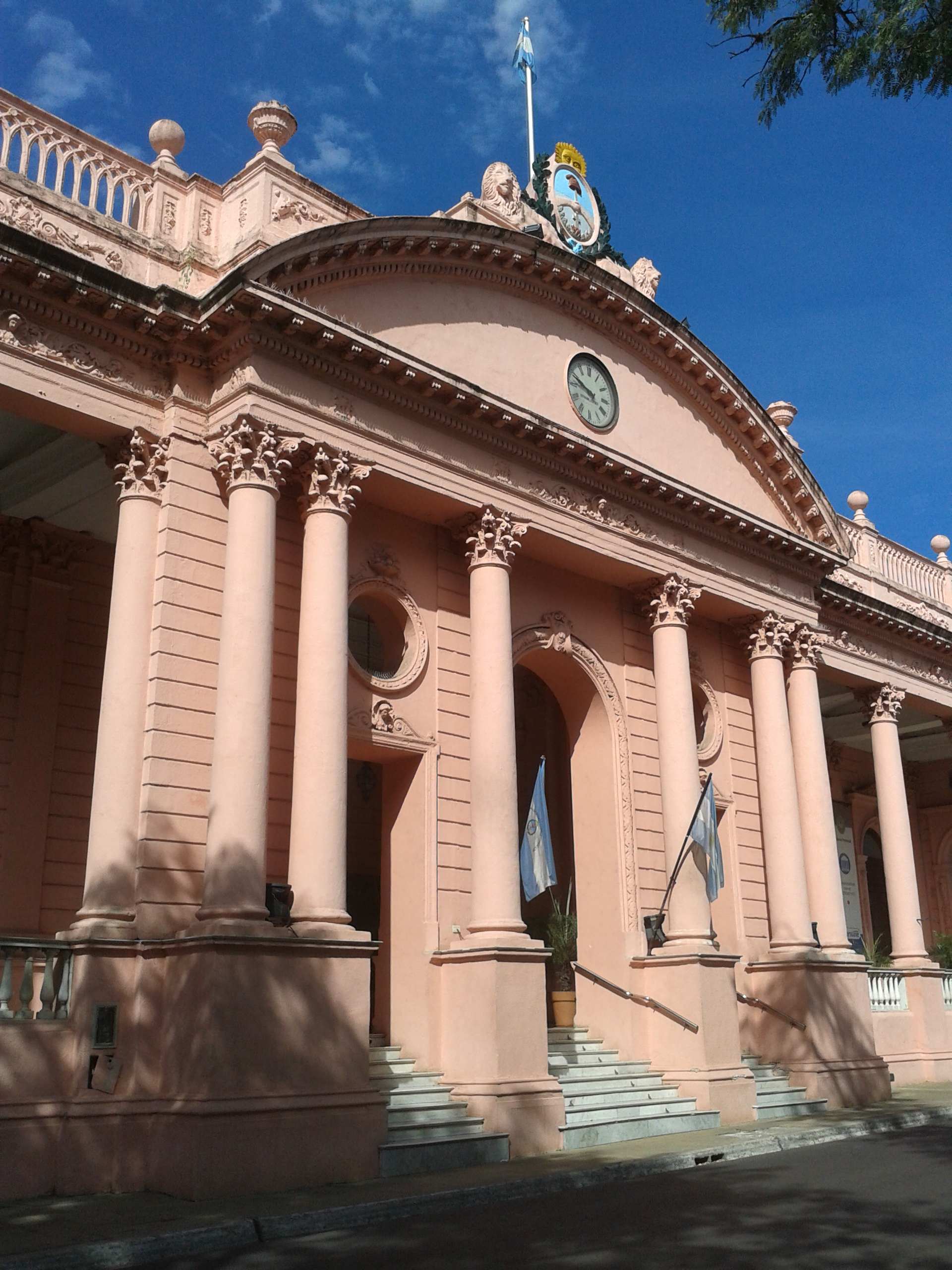
Fachada principal de Casa de Gobierno Provincial de Corrientes, por calle Salta.

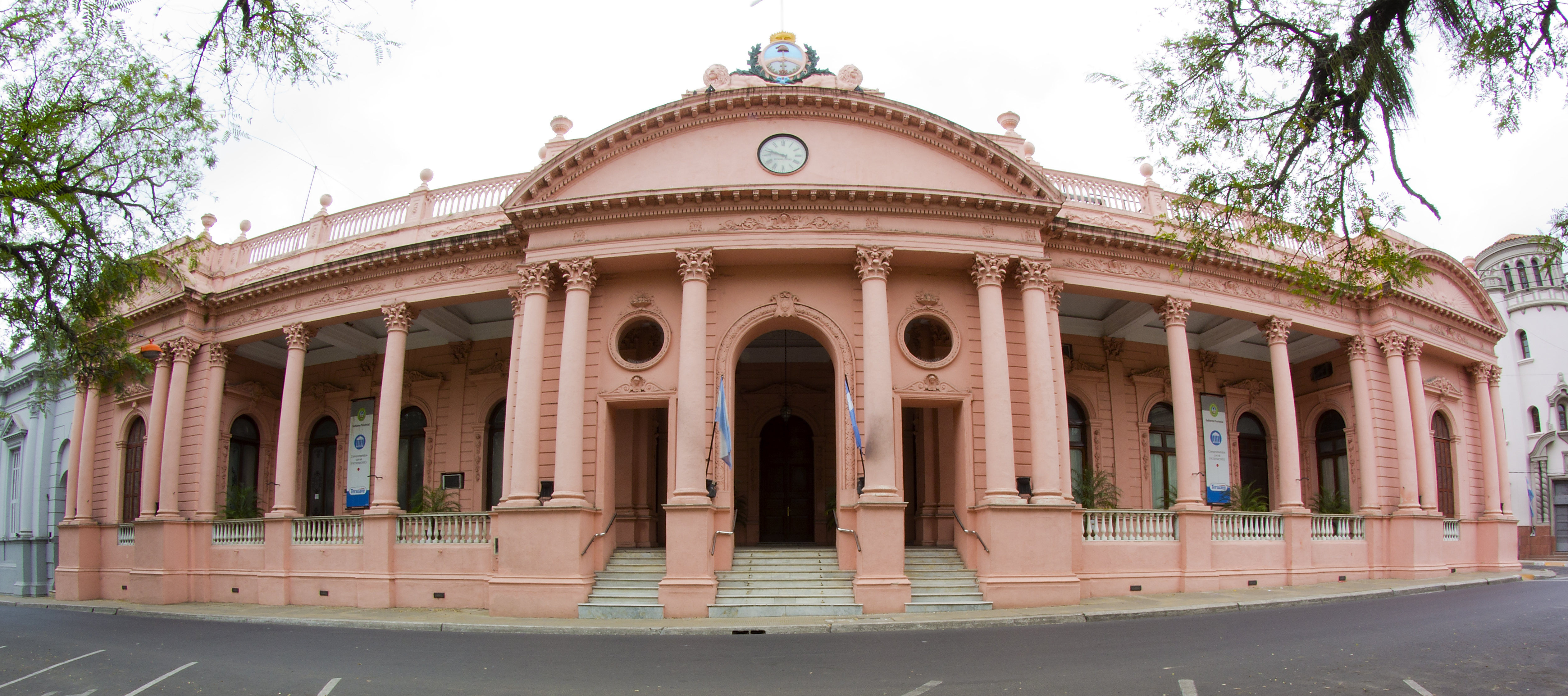
Fachada de Casa de Gobierno de Corrientes, acceso por calle Salta.

El edificio de la Casa de Gobierno está emplazado desde el siglo XIX en el mismo sitio que antes ocupó la antigua Iglesia Matriz (construida en la segunda mitad del siglo XVII).
El edificio fue proyectado por el ingeniero Juan Col, adjudicándose su ejecución al constructor italiano Juan B. Buzzi. Fue creado entre 1881 y 1886, y es uno de los mayores exponentes de la arquitectura italiana que posee la ciudad. Con esta obra se inició una serie de edificios que, a fines del siglo XIX, imprimieron un carácter monumental al área histórica de la ciudad de Corrientes. 
El arquitecto e ingeniero italiano Juan Col, cuyo nombre de pila fue Giovani, había llegado en 1879 y entre 1880 y 1893 integró el Departamento Topográfico de Corrientes, donde desarrolló gran parte de su actividad creativa. Otras de las obras monumentales que llevan el sello de Col son: el edificio de la Sociedad Italiana (calle Pellegrini 1035) inaugurado en 1887; el actual Palacio Municipal, construido en 1882 (hasta 1880 residencia de las familias Corrales y Gómez, adquirida por la Intendencia); la Escuela Provincial Manuel Belgrano (construida entre 1896 y 1904) y la Escuela Domingo Faustino Sarmiento (levantada entre 1897 y 1898); la Iglesia Santísima Cruz de los Milagros y la Iglesia de la Merced, y el Hogar de Ancianos.
Por Decreto 1119/2005 del Poder Ejecutivo Nacional, esta Casa de Gobierno es declarada Monumento Histórico Nacional.

## Arquitectura

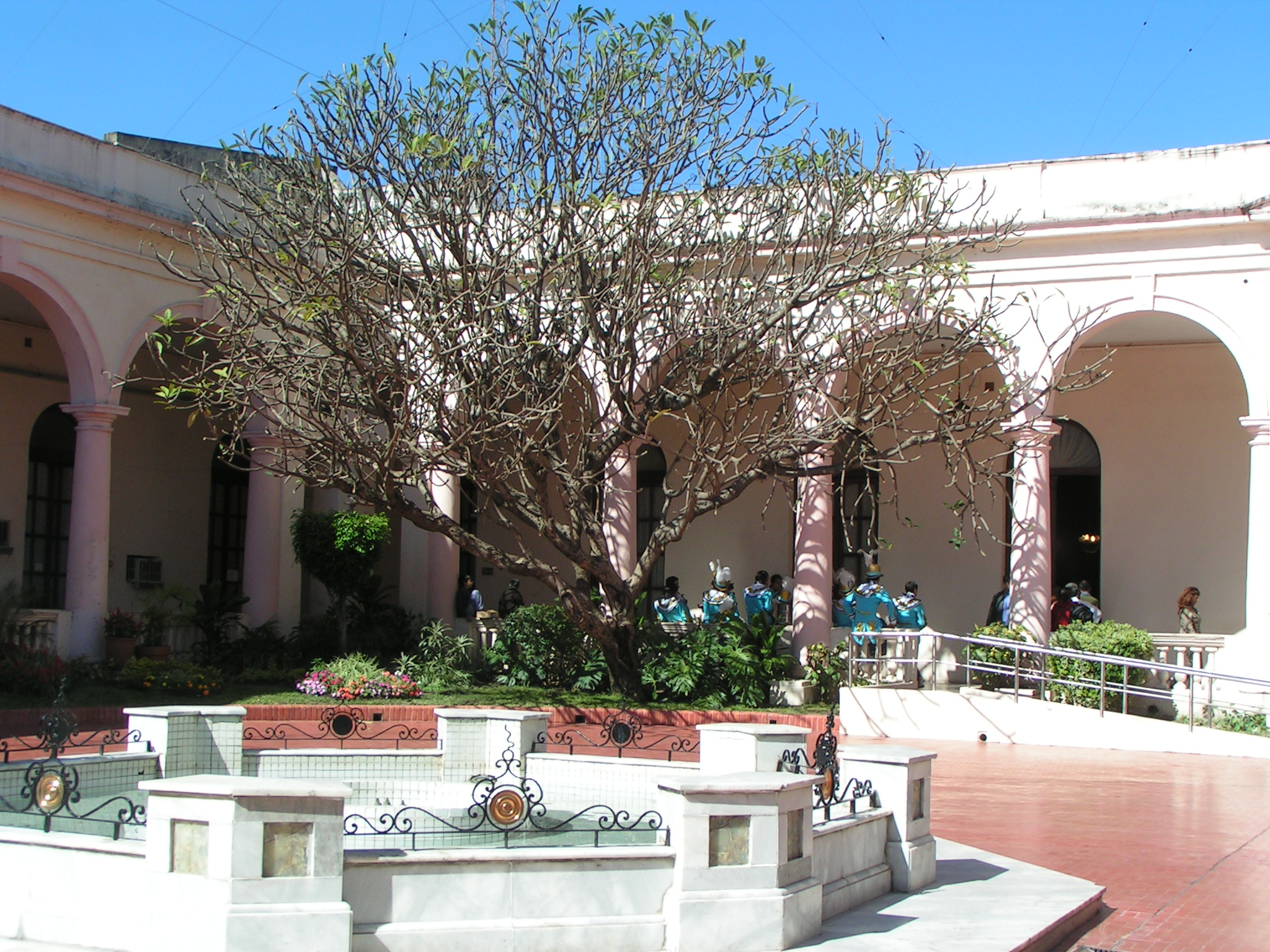
Patio interior con arquería.

La arquitectura refleja las características del estilo renacentista italiano: la planta del edificio se estructura alrededor de un patio con galería y arquería, sostenida por columnas de fuste liso y capitel simple, mientras que la fachada se modula mediante una columnata con capiteles corintios, que definen paños alternados sobre la línea municipal (Datos Catastrales: Parcela 10, Manzana 72) y otorgan movimiento al volumen, siendo destacable la loggia o galería exterior, sobreelevada, adecuada para balcón o “palco oficial” sobre la plaza 25 de Mayo. 
Los accesos sobre las calles Salta y 25 de Mayo se enfatizan a través de importantes frontis en el eje de cada fachada, enmarcándose el principal con uno curvo que contiene el escudo de Corrientes, con leones a sus costados, y alineándose sobre aquel el techo de la mansarda del Salón Amarillo, cupuliforme, que se eleva sobre la azotea como un elemento más de prestigio y de manejo ecléctico del lenguaje arquitectónico.

## Galería de imágenes

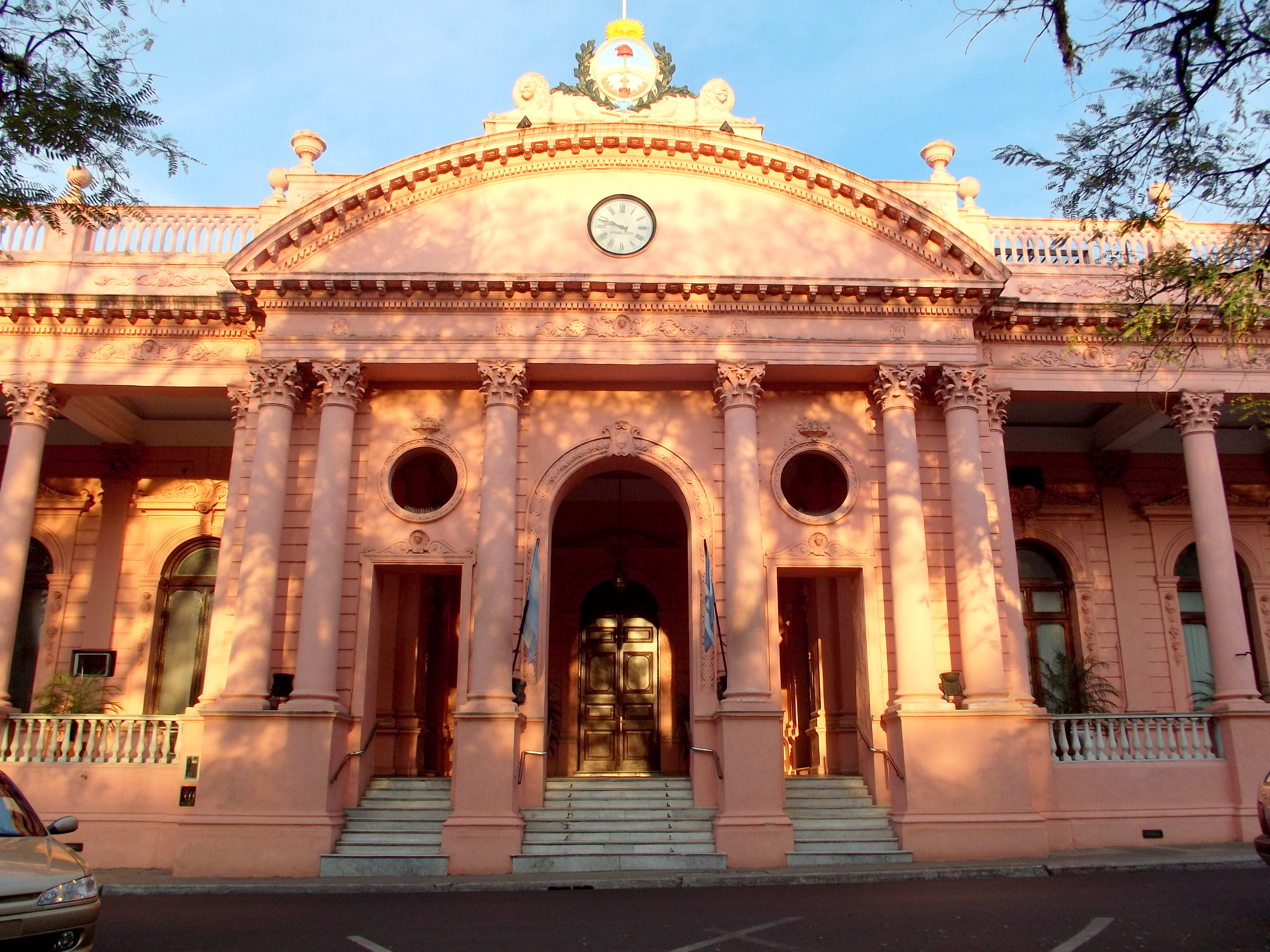
Casa de Gobierno (5).JPG
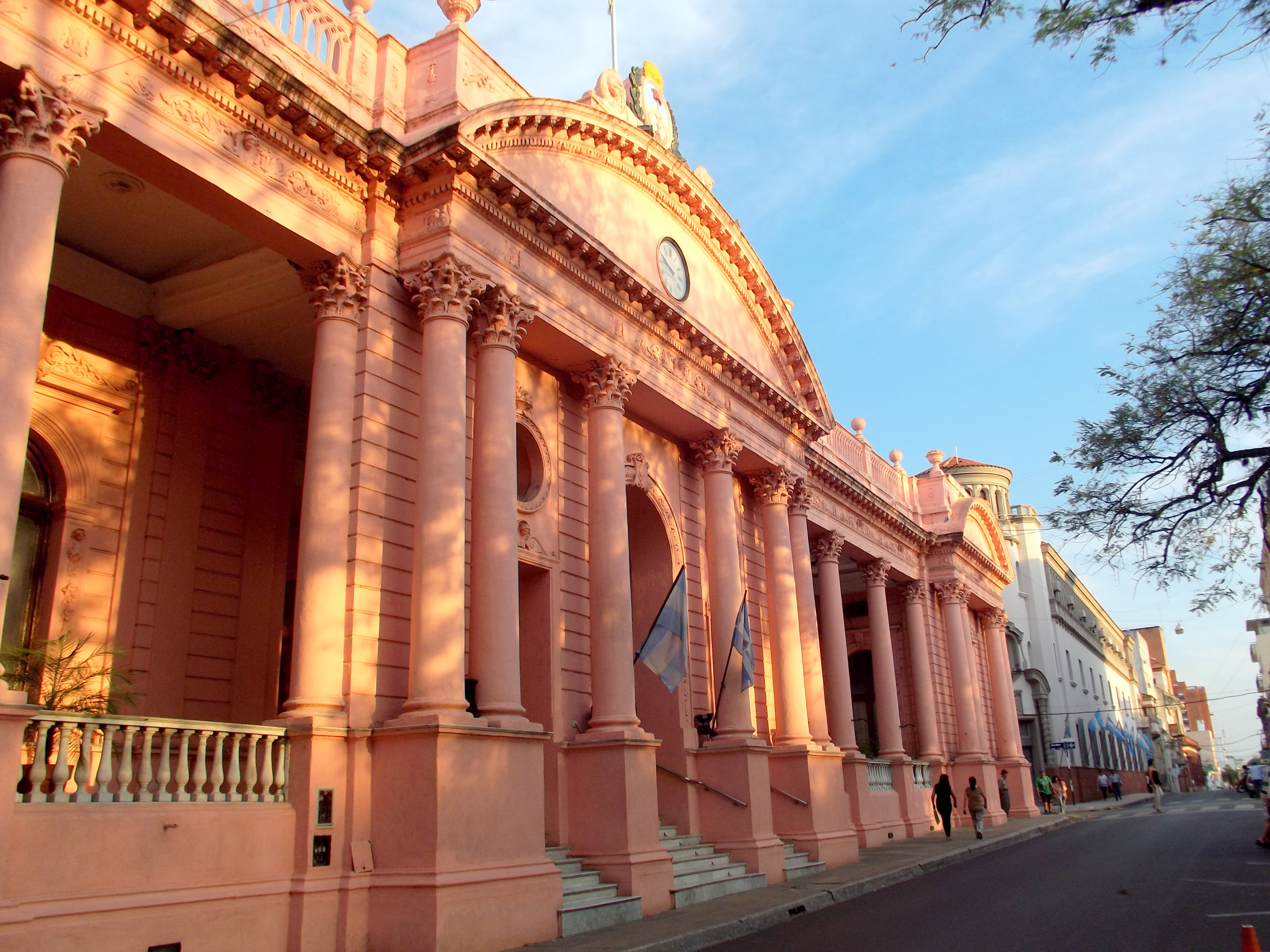
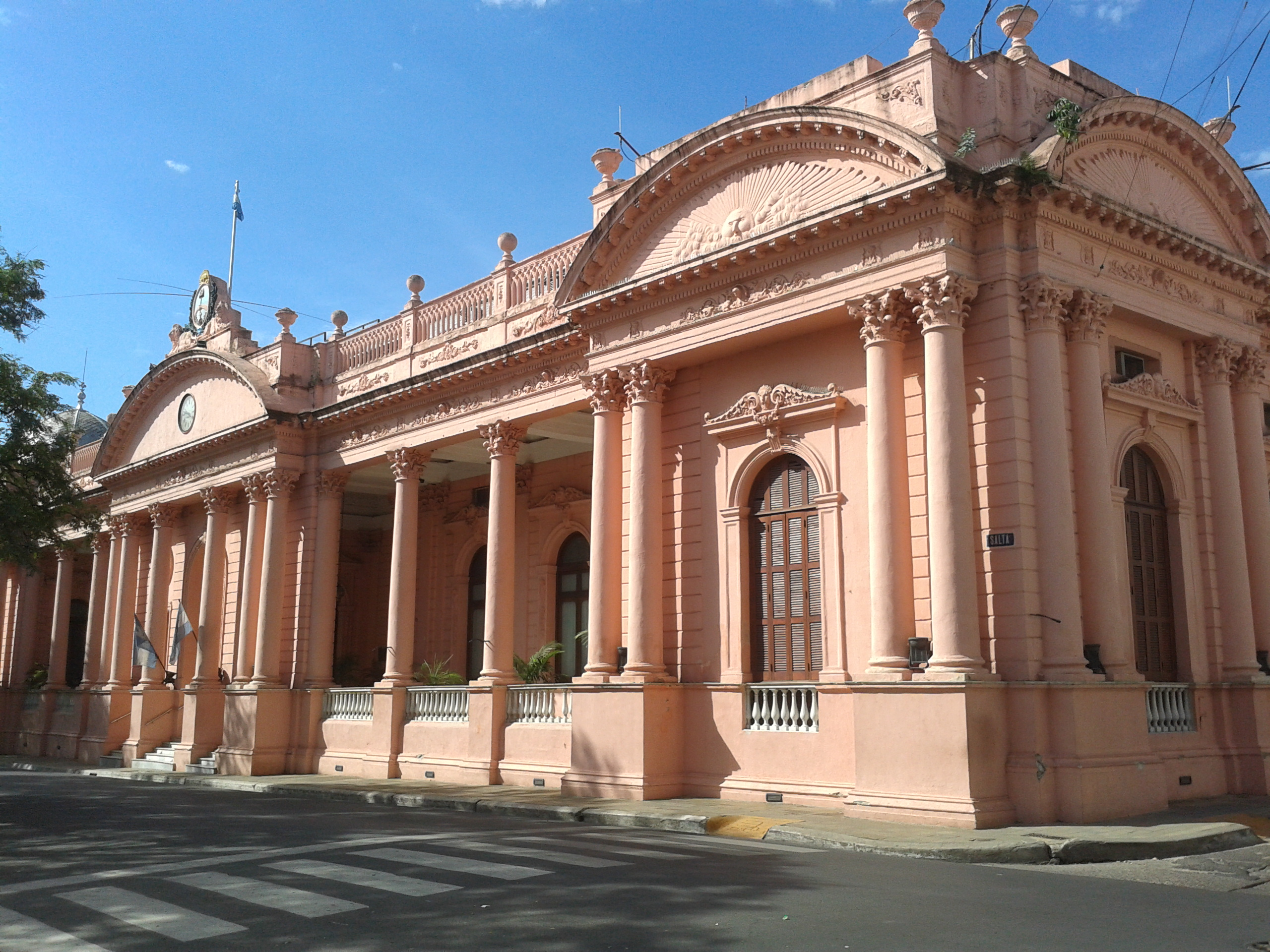
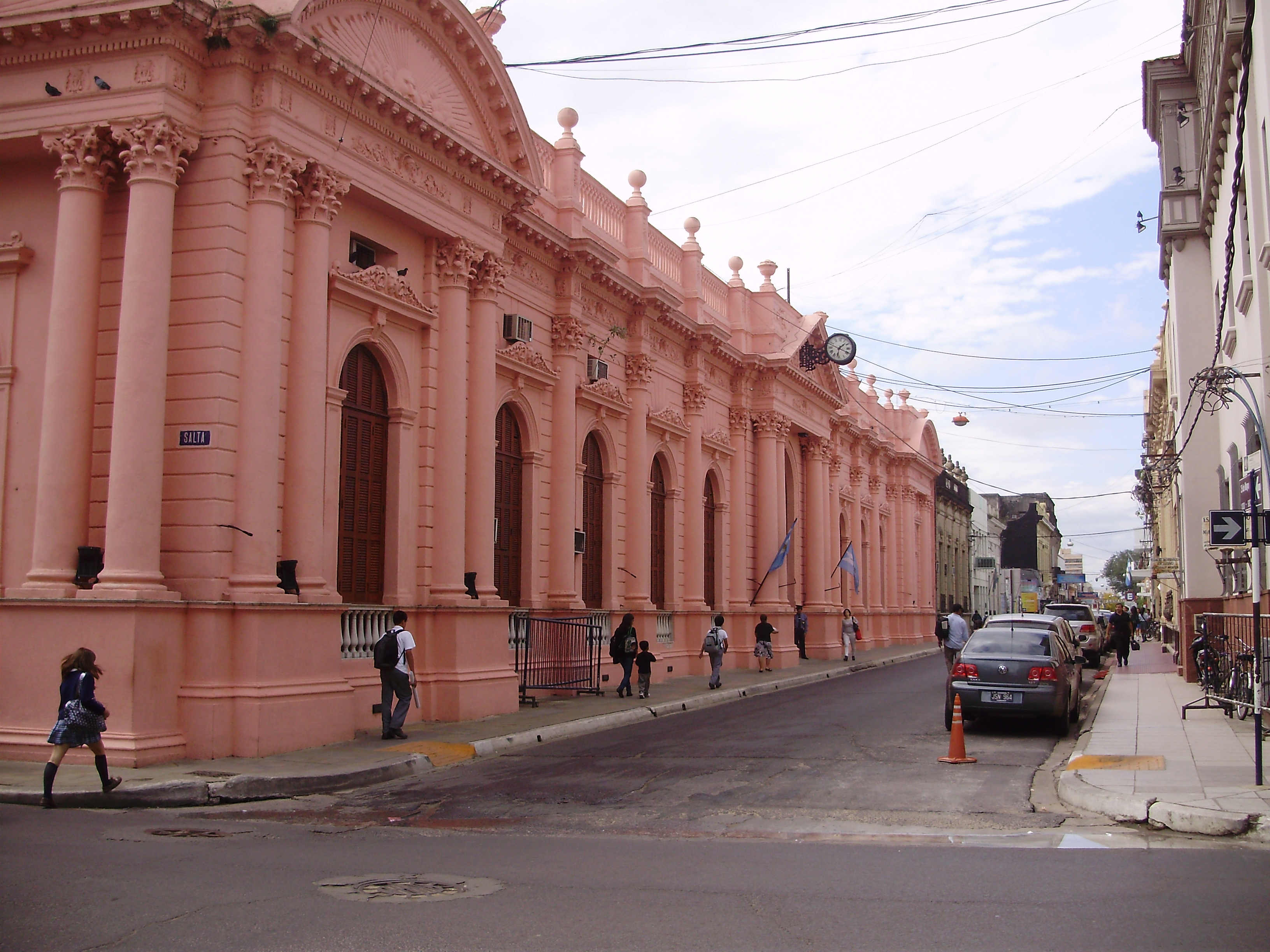
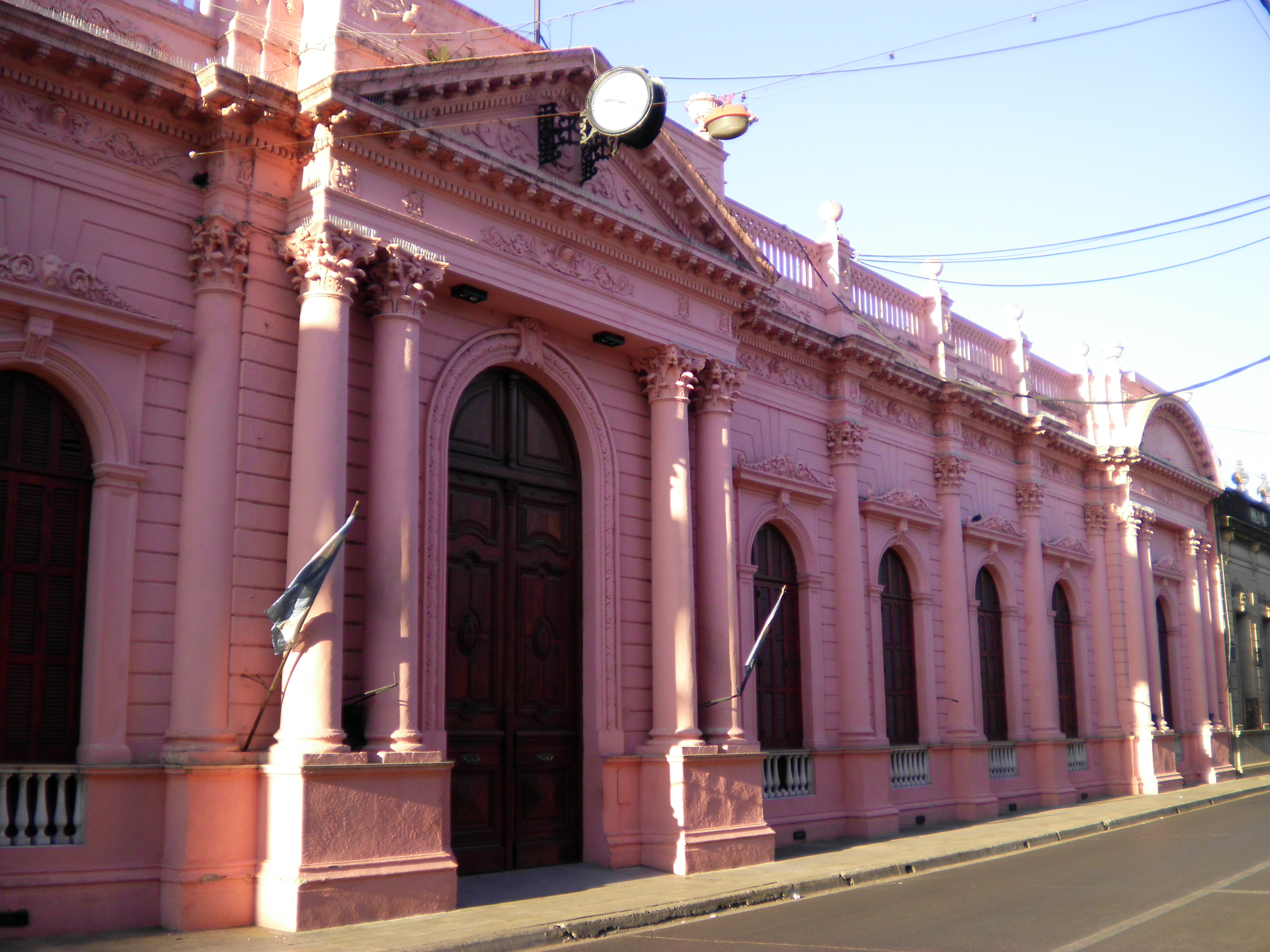
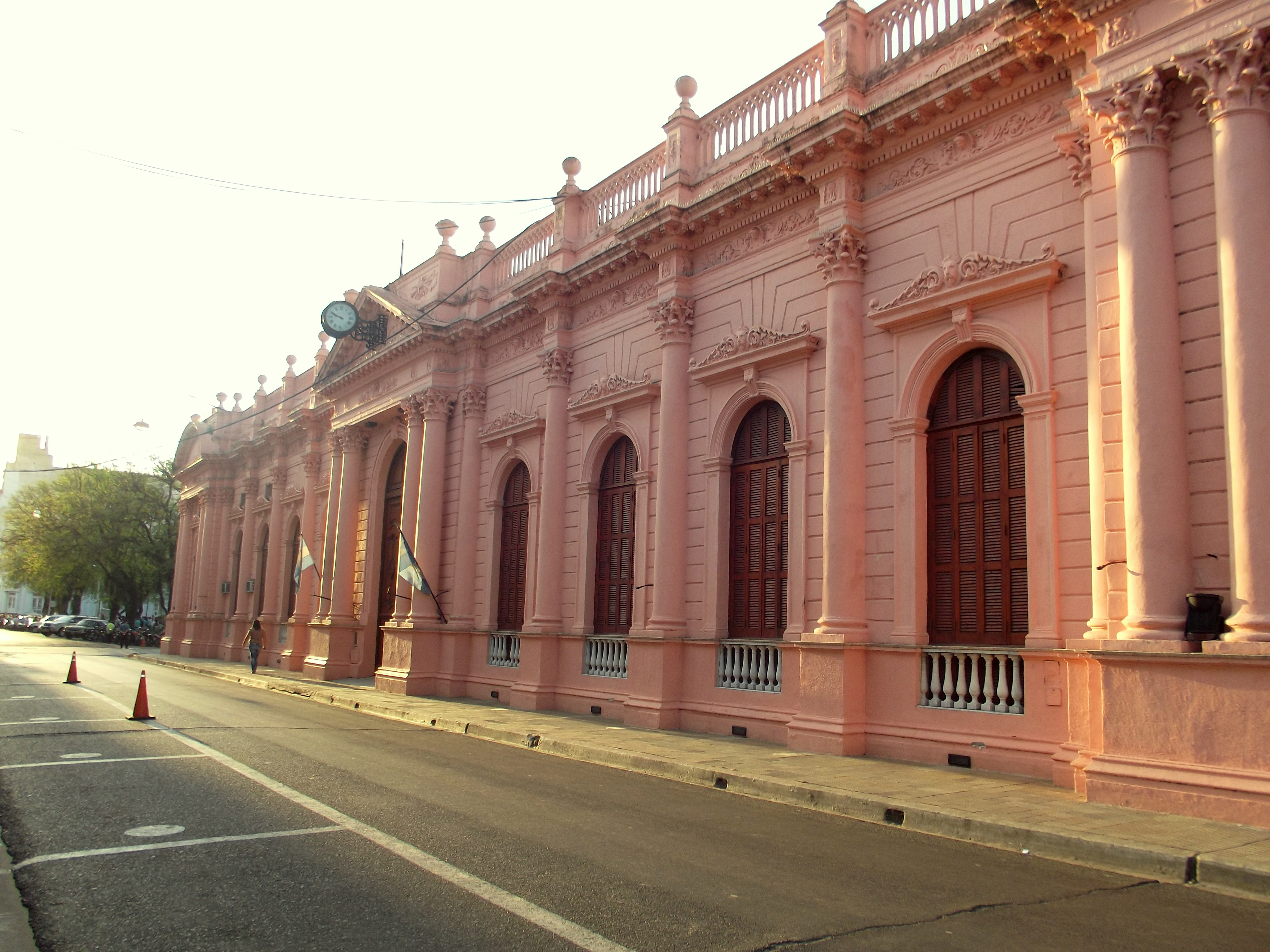
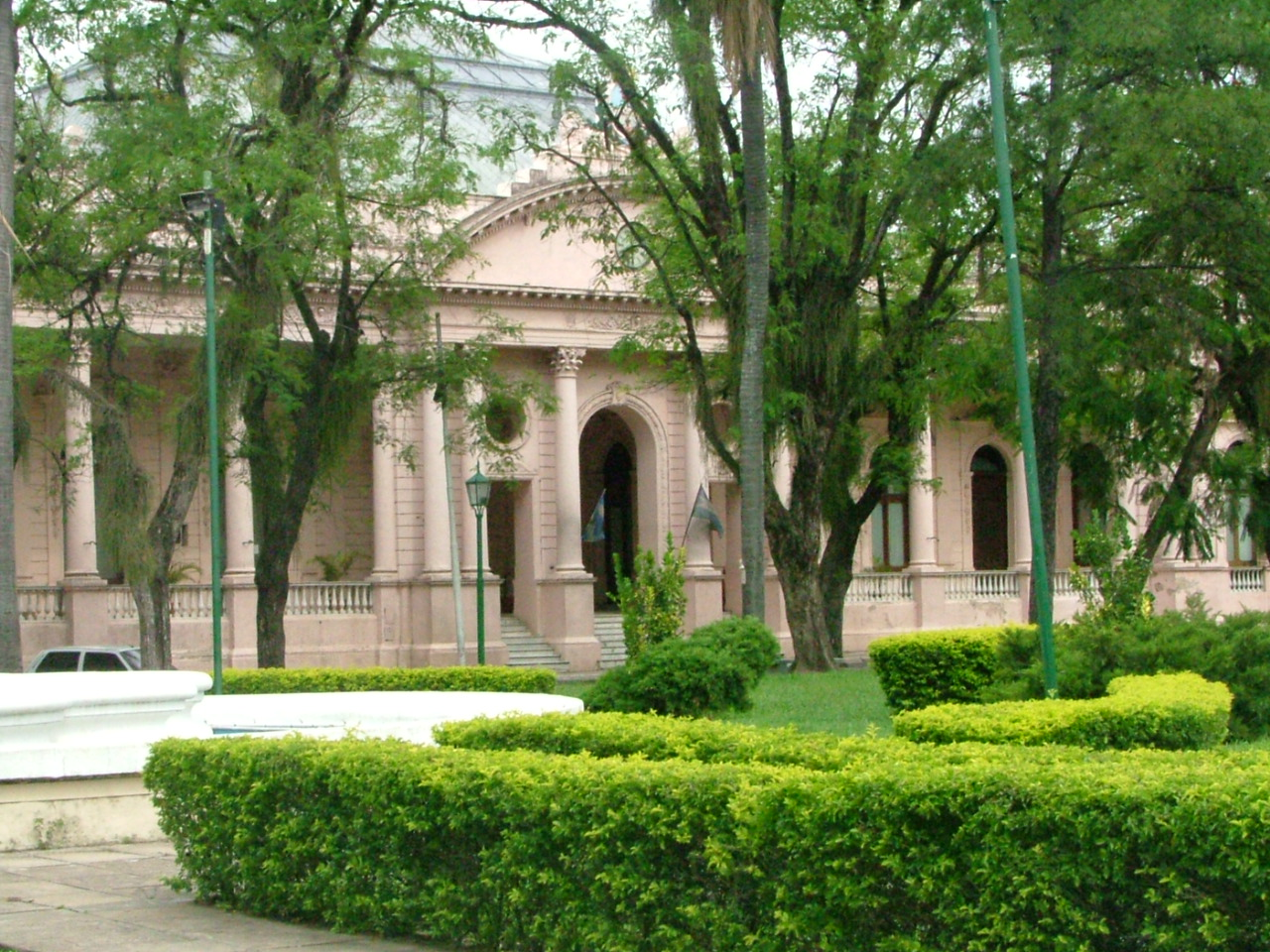
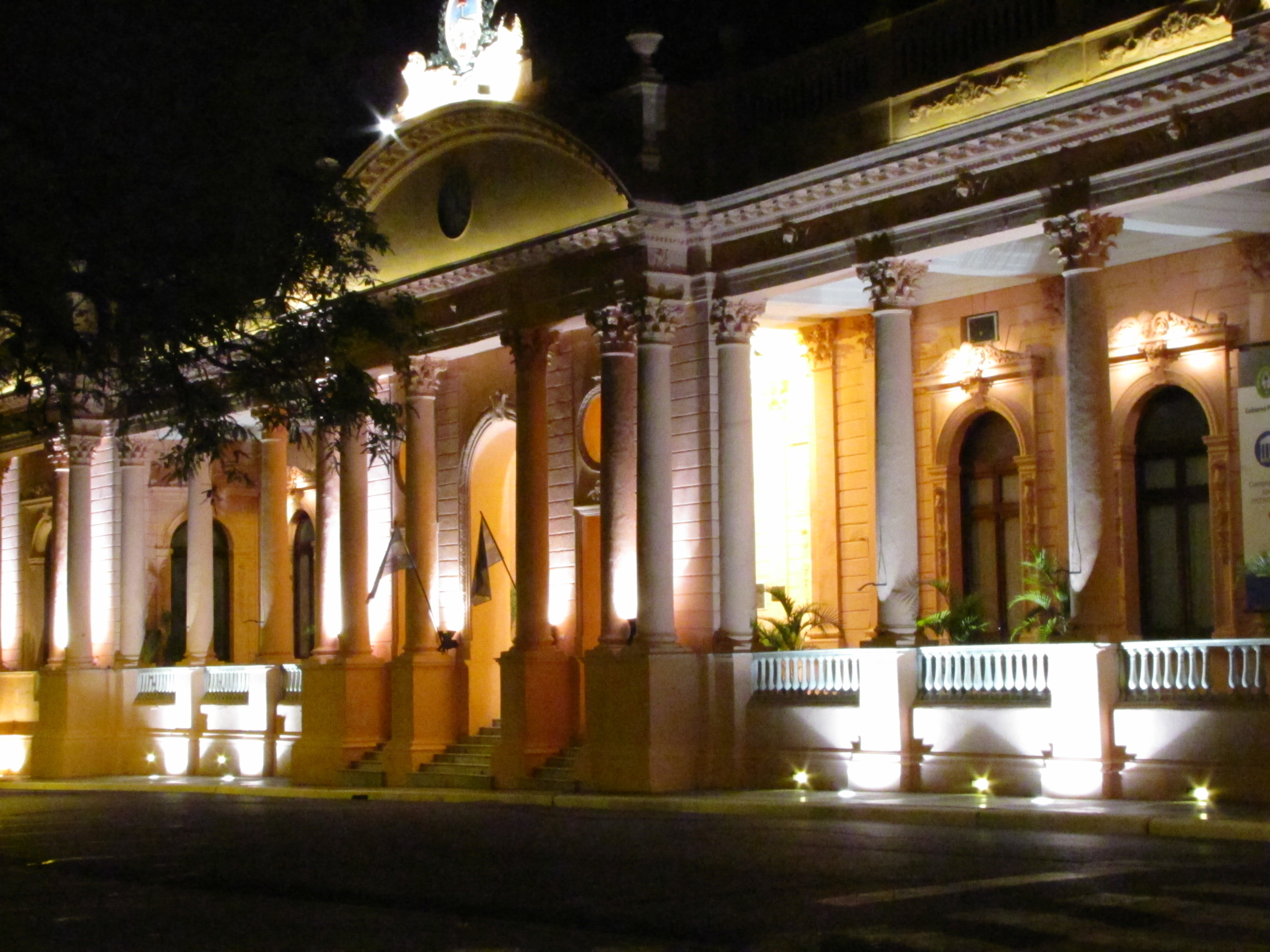
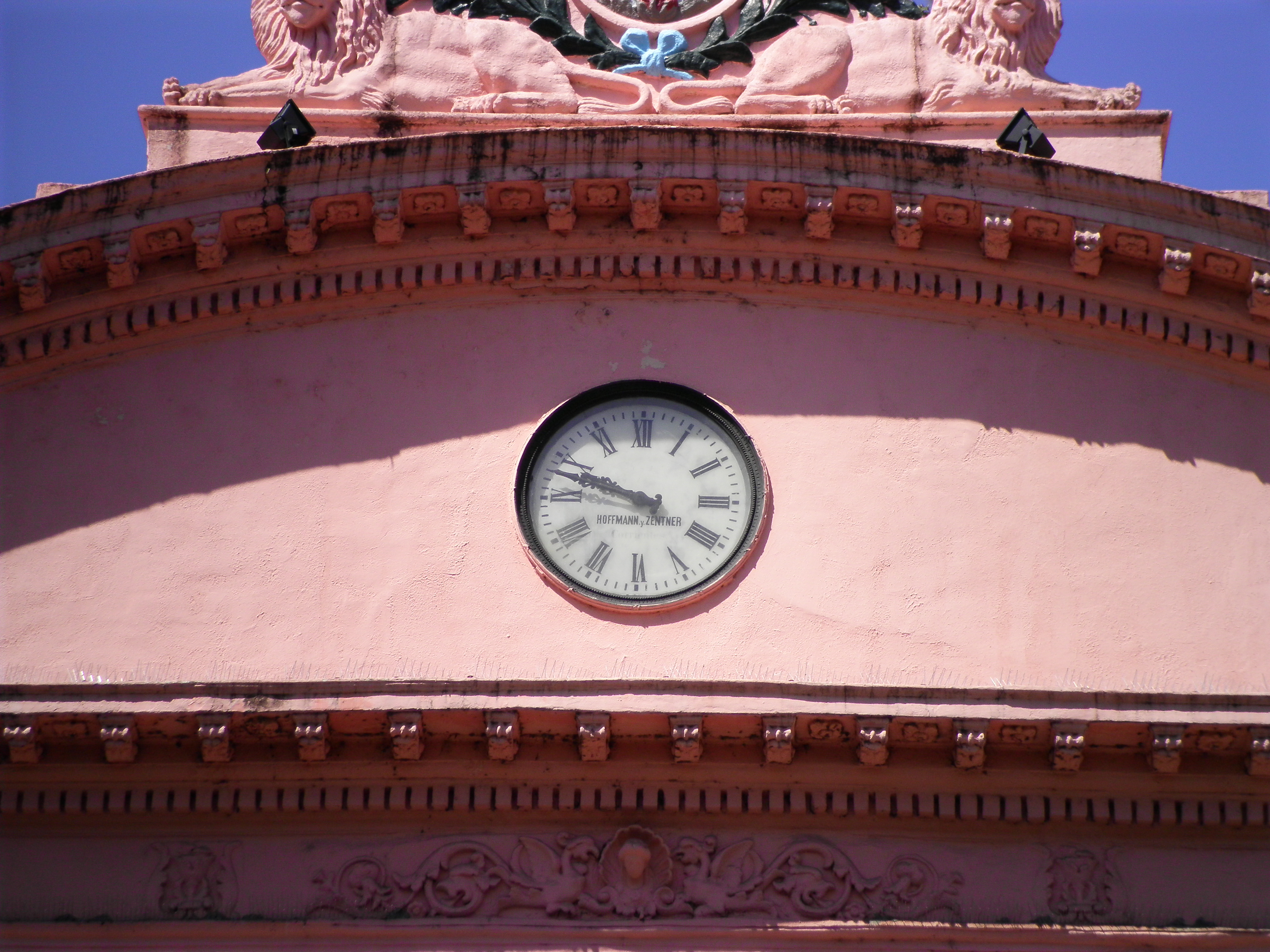